# Тимчишин Олег Миронович
Оле́г Миро́нович Тимчи́шин (нар. 8 липня 1977, Львів) — колишній український футболіст, грав на позиції захисника. Відомий своїми виступами за «Карпати» (Львів).

## Клубна кар'єра
Вихованець клубу «Карпати» (Львів), за який провів у різний час більше сотні матчів. Також виступав за інші відомі клуби: «Оболонь» (Київ) та «Іллічівець» (Маріуполь). Закінчував кар'єру в Казахстані за «Атирау».